# Lední hokej na Zimních olympijských hrách 2002 – turnaj muži

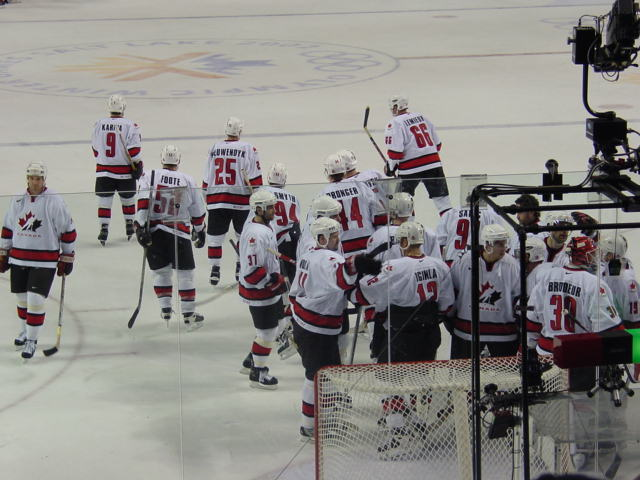
Kanadští hráči po zápase s českým týmem.

Olympijský hokejový turnaj mužů se odehrál od 9. do 24. února 2002 v Salt Lake City v halách E-Center a Peak Ice Arena. Podruhé byla kvůli olympijskému turnaji přerušena NHL, aby se mohli zúčastnit i hráči hrající tuto ligu. Vítězem se stala reprezentace Kanady, která ve finále porazila USA.

## Systém turnaje
Turnaje se zúčastnilo 14 týmů. 8 horších týmů hrálo kvalifikační skupiny A a B, z nichž pouze vítěz postoupil do základních skupin C a D, v kterých bylo nasazeno 6 nejlepších výběrů. Týmy, které nepostoupily z kvalifikačních skupin, sehrály jeden zápas o umístění. Ze základních skupin postoupilo všech 8 týmů do čtvrtfinále, ve kterém se utkaly křížově (první s čtvrtým, druhý s třetím). Poražení čtvrtfinalisté už o umístění nehráli. Poražení semifinalisté se střetli v zápase o 3. místo.
Za vítězství se udělovaly 2 body, za remízu jeden.
| Umístění | Mužstvo | Hráči |
| -------- | ------- | --- |
| Zlato    | Kanada  | Martin Brodeur, Curtis Joseph, Ed Belfour, Rob Blake, Ed Jovanovski, Eric Brewer, Scott Niedermayer, Adam Foote, Chris Pronger, Al MacInnis, Joe Sakic, Mario Lemieux, Steve Yzerman, Jarome Iginla, Paul Kariya, Simon Gagne, Owen Nolan, Joe Nieuwendyk, Michael Peca, Theoren Fleury, Eric Lindros, Brendan Shanahan, Ryan Smyth                                            |
| Stříbro  | USA     | Mike Richter, Mike Dunham, Tom Barrasso, Phil Housley, Brian Leetch, Brian Rafalski, Chris Chelios, Gary Suter, Tom Poti, Aaron Miller, Brett Hull, John LeClair, Mike Modano, Jeremy Roenick, Scott Young, Bill Guerin, Tony Amonte, Brian Rolston, Doug Weight, Keith Tkachuk, Adam Deadmarsh, Mike York, Chris Drury                                                        |
| Bronz    | Rusko   | Ilja Bryzgalov, Nikolaj Chabibulin, Jegor Podomackij, Sergej Gončar, Darjus Kasparajtis, Igor Kravčuk, Vladimir Malachov, Daniil Markov, Boris Mironov, Oleg Tverdovskij, Maxim Afinogenov, Pavel Bure, Valerij Bure, Pavel Dacjuk, Sergej Fjodorov, Alexej Jašin, Ilja Kovalčuk, Alexej Kovaljov, Oleg Kvaša, Igor Larionov, Andrej Nikolišin, Sergej Samsonov, Alexej Žamnov |

## Skupina A
|    | Tým       | Z | V | R | P | Skóre | B |
| -- | --------- | - | - | - | - | ----- | - |
| 1. | Německo   | 3 | 3 | 0 | 0 | 10: 3 | 6 |
| 2. | Lotyšsko  | 3 | 1 | 1 | 1 | 11:12 | 3 |
| 3. | Rakousko  | 3 | 1 | 0 | 2 | 7: 9  | 2 |
| 4. | Slovensko | 3 | 0 | 1 | 2 | 8:12  | 1 |

 Německo postoupilo do skupiny C
Zápasy
| 9. únor 2002 | Slovensko | 0:3 (0:0, 0:2, 0:1) | Německo | E-Center Návštěvnost: 8 504 |  |

| Report |  |          |                                                               |                                                                      |
|        |  | Brankáři |                                                               | Rozhodčí: Kevin Acheson Čároví: James Donald Garofalo Sergej Kulakov |
|        |  |          | Jürgen Rumrich (22:12) Jan Benda (25:46) Klaus Kathan (59:07) | Rozhodčí: Kevin Acheson Čároví: James Donald Garofalo Sergej Kulakov |

| 9. únor 2002 | Rakousko | 2:4 (1:2, 1:2, 0:0) | Lotyšsko | Peak Ice Arena Návštěvnost: 6 159 |  |

| Report                                             |                                                    |          | |                                                              |
|                                                    |                                                    | Brankáři | | Rozhodčí: Danny Kurmann Čároví: Derek Nansen Sergej Šeljanin |
| Oliver Setzinger (18:56) Matthias Trattnig (21:16) | Oliver Setzinger (18:56) Matthias Trattnig (21:16) |          | Vjačeslavs Fanduls (1:03) Igors Bondarevs (7:38) Grigorijs Panteļejevs (24:40) Harijs Vītoliņš (28:29) | Rozhodčí: Danny Kurmann Čároví: Derek Nansen Sergej Šeljanin |

| 10. únor 2002 | Rakousko | 2:3 (1:2, 1:2, 0:0) | Německo | Peak Ice Arena Návštěvnost: 6 444 |  |

| Report                                                |                                                       |          |                                                             |                                                               |
|                                                       |                                                       | Brankáři |                                                             | Rozhodčí: Scott Hansen Čároví: Antti Hämäläinen Johan Norrman |
| Gerald Ressmann (23:20) Gerhard Unterluggauer (39:56) | Gerald Ressmann (23:20) Gerhard Unterluggauer (39:56) |          | Klaus Kathan (1:21) Len Soccio (19:14) Andreas Loth (58:46) | Rozhodčí: Scott Hansen Čároví: Antti Hämäläinen Johan Norrman |

| 10. únor 2002 | Lotyšsko | 6:6 (2:2, 2:4, 2:0) | Slovensko | E-Center Návštěvnost: 8 377 |  |

| Report | |          | |                                                              |
| | | Brankáři | | Rozhodčí: Ulf Rådbjer Čároví: Sergej Kulakov Sergej Šeljanin |
| Vjačeslavs Fanduls (6:39) Aleksandrs Ņiživijs (11:45) Aleksandrs Macijevskis (25:02) Aleksandrs Macijevskis (39:56) Aleksandrs Beļavskis (44:45) Atvars Tribuncovs (47:43) | Vjačeslavs Fanduls (6:39) Aleksandrs Ņiživijs (11:45) Aleksandrs Macijevskis (25:02) Aleksandrs Macijevskis (39:56) Aleksandrs Beļavskis (44:45) Atvars Tribuncovs (47:43) |          | Jozef Stümpel (0:11) Ján Pardavý (8:23) Marián Hossa (25:37) Ľubomír Višňovský (28:13) Róbert Petrovický (33:20) Pavol Demitra (38:20) | Rozhodčí: Ulf Rådbjer Čároví: Sergej Kulakov Sergej Šeljanin |

| 12. únor 2002 | Slovensko | 2:3 (1:1, 1:1, 0:1) | Rakousko | E-Center Návštěvnost: 8 362 |  |

| Report                                               |                                                      |          |                                                                         |                                                               |
|                                                      |                                                      | Brankáři |                                                                         | Rozhodčí: Danny Kurmann Čároví: Antti Hämäläinen Eduard Odinś |
| Rastislav Pavlikovský (8:02) Richard Lintner (32:07) | Rastislav Pavlikovský (8:02) Richard Lintner (32:07) |          | Simon Wheeldon (2:27) Dieter Kalt (25:03) Gerhard Unterluggauer (49:09) | Rozhodčí: Danny Kurmann Čároví: Antti Hämäläinen Eduard Odinś |

| 12. únor 2002 | Německo | 4:1 (2:1, 2:0, 0:0) | Lotyšsko | Peak Ice Arena Návštěvnost: 6 574 |  |

| Report                                                                             |                                                                                    |          |                       |                                                            |
|                                                                                    |                                                                                    | Brankáři |                       | Rozhodčí: Rami Savolainen Čároví: Panu Bruun Johan Norrman |
| Martin Reichel (2:21) Len Soccio (4:07) Stefan Ustorf (22:56) Klaus Kathan (33:57) | Martin Reichel (2:21) Len Soccio (4:07) Stefan Ustorf (22:56) Klaus Kathan (33:57) |          | Aigars Cipruss (6:34) | Rozhodčí: Rami Savolainen Čároví: Panu Bruun Johan Norrman |

## Skupina B
|    | Tým       | Z | V | R | P | Skóre | B |
| -- | --------- | - | - | - | - | ----- | - |
| 1. | Bělorusko | 3 | 2 | 0 | 1 | 5: 3  | 4 |
| 2. | Ukrajina  | 3 | 2 | 0 | 1 | 9: 5  | 4 |
| 3. | Švýcarsko | 3 | 1 | 1 | 1 | 7: 9  | 3 |
| 4. | Francie   | 3 | 0 | 1 | 2 | 6:10  | 1 |

 Bělorusko postoupilo do skupiny D
Zápasy
| 9. únor 2002 | Bělorusko | 1:0 (0:0, 0:0, 1:0) | Ukrajina | Peak Ice Arena Návštěvnost: 6 294 |  |

| Report                   |  |          |  |                                                             |
|                          |  | Brankáři |  | Rozhodčí: Vladimír Mihálik Čároví: Petr Blümel Rudolf Lauff |
| Aleh Mikultschyk (47:49) |  |          |  | Rozhodčí: Vladimír Mihálik Čároví: Petr Blümel Rudolf Lauff |

| 9. únor 2002 | Švýcarsko | 3:3 (1:1, 0:1, 2:1) | Francie | E-Center Návštěvnost: 8 504 |  |

| Report                                                                     |                                                                            |          |                                                                           |                                                           |
|                                                                            |                                                                            | Brankáři |                                                                           | Rozhodčí: Rami Savolainen Čároví: Panu Bruun Eduard Odinš |
| Jean-Jacques Aeschlimann (10:26) André Rötheli (42:26) Mark Streit (55:20) | Jean-Jacques Aeschlimann (10:26) André Rötheli (42:26) Mark Streit (55:20) |          | Maurice Rozenthal (2:50) Philippe Bozon (25:46) Maurice Rozenthal (52:25) | Rozhodčí: Rami Savolainen Čároví: Panu Bruun Eduard Odinš |

| 11. únor 2002 | Ukrajina | 5:2 (2:1, 2:1, 1:0) | Švýcarsko | E-Center Návštěvnost: 8 387 |  |

| Report | |          |                                             |                                                                   |
| | | Brankáři |                                             | Rozhodčí: Kevin Acheson Čároví: Petr Blümel James Donald Garofalo |
| Walentyn Olezkyj (2:08) Ruslan Fedotenko (14:20) Serhij Warlamow (21:19) Wadym Schachrajtschuk (31:35) Walentyn Olezkyj (42:34) | Walentyn Olezkyj (2:08) Ruslan Fedotenko (14:20) Serhij Warlamow (21:19) Wadym Schachrajtschuk (31:35) Walentyn Olezkyj (42:34) |          | Sandy Jeannin (16:02) Ivo Rüthemann (28:41) | Rozhodčí: Kevin Acheson Čároví: Petr Blümel James Donald Garofalo |

| 11. únor 2002 | Bělorusko | 3:1 (1:1, 1:0, 1:0) | Francie | Peak Ice Arena Návštěvnost: 6 214 |  |

| Report                                                                    |                                                                           |          |                          |                                                          |
|                                                                           |                                                                           | Brankáři |                          | Rozhodčí: Scott Hansen Čároví: Rudolf Lauff Derek Nansen |
| Andrej Rassolka (8:19) Uladsimir Zyplakou (36:25) Dsmitryj Pankou (57:56) | Andrej Rassolka (8:19) Uladsimir Zyplakou (36:25) Dsmitryj Pankou (57:56) |          | Maurice Rozenthal (3:34) | Rozhodčí: Scott Hansen Čároví: Rudolf Lauff Derek Nansen |

| 13. únor 2002 | Švýcarsko | 2:1 (1:0, 1:1, 0:0) | Bělorusko | E-Center Návštěvnost: 7 736 |  |

| Report                                                   |                                                          |          |                           |                                                                |
|                                                          |                                                          | Brankáři |                           | Rozhodčí: Vladimír Mihálik Čároví: Sergej Kulakov Rudolf Lauff |
| Patrick Fischer (16:52) Jean-Jacques Aeschlimann (29:11) | Patrick Fischer (16:52) Jean-Jacques Aeschlimann (29:11) |          | Wadsim Bekbulatau (23:42) | Rozhodčí: Vladimír Mihálik Čároví: Sergej Kulakov Rudolf Lauff |

| 13. únor 2002 | Francie | 2:4 (0:2, 2:2, 0:0) | Ukrajina | Peak Ice Arena Návštěvnost: 6 019 |  |

| Report                                        |                                               |          | |                                                                  |
|                                               |                                               | Brankáři | | Rozhodčí: Ulf Rådbjer Čároví: James Donald Garofalo Eduard Odinš |
| Philippe Bozon (22:42) Philippe Bozon (25:59) | Philippe Bozon (22:42) Philippe Bozon (25:59) |          | Ihor Tschybyrjew (12:00) Dmytro Chrystytsch (18:36) Wadym Schachrajtschuk (23:39) Olexij Ponikarowskyj (24:38) | Rozhodčí: Ulf Rådbjer Čároví: James Donald Garofalo Eduard Odinš |

## Skupina C
|    | Tým     | Z | V | R | P | Skóre | B |
| -- | ------- | - | - | - | - | ----- | - |
| 1. | Švédsko | 3 | 3 | 0 | 0 | 14: 4 | 6 |
| 2. | Česko   | 3 | 1 | 1 | 1 | 12: 7 | 3 |
| 3. | Kanada  | 3 | 1 | 1 | 1 | 8:10  | 3 |
| 4. | Německo | 3 | 0 | 0 | 3 | 5:18  | 0 |

Zápasy
| 15. únor 2002 | Kanada | 2:5 (1:1, 0:4, 1:0) | Švédsko | E-Center Návštěvnost: 8 597 |  |

| Report                               |                                      |          | |                                                            |
|                                      |                                      | Brankáři | | Rozhodčí: Dennis LaRue Čároví: Sergej Kulakov Dan Schachte |
| Rob Blake (2:37) Eric Brewer (55:39) | Rob Blake (2:37) Eric Brewer (55:39) |          | Mats Sundin (5:30) Niklas Sundström (26:06) Mats Sundin (30:42) Kenny Jönsson (31:47) Ulf Dahlén (35:58) | Rozhodčí: Dennis LaRue Čároví: Sergej Kulakov Dan Schachte |

| 15. únor 2002 | Česko | 8:2 (3:0, 3:1, 2:1) | Německo | Peak Ice Arena Návštěvnost: 6 303 |  |

| Report | |          |                                          |                                                             |
| Dominik Hašek | Dominik Hašek | Brankáři | Christian Künast, Marc Seliger (29:32)   | Rozhodčí: Kevin Acheson Čároví: Jean Morin Antti Hämäläinen |
| Jaromír Jágr (3:51) Petr Sýkora (13:35) Milan Hejduk (16:18) Martin Havlát (27:42) Robert Lang (33:44) Jaromír Jágr (38:32) Patrik Eliáš (53:05) Robert Reichel (58:42) | Jaromír Jágr (3:51) Petr Sýkora (13:35) Milan Hejduk (16:18) Martin Havlát (27:42) Robert Lang (33:44) Jaromír Jágr (38:32) Patrik Eliáš (53:05) Robert Reichel (58:42) |          | Len Soccio (28:49) Stefan Ustorf (47:46) | Rozhodčí: Kevin Acheson Čároví: Jean Morin Antti Hämäläinen |
| 38 | 38 | Střely   | 20                                       | Rozhodčí: Kevin Acheson Čároví: Jean Morin Antti Hämäläinen |

| 17. únor 2002 | Švédsko | 2:1 (1:0, 1:1, 0:0) | Česko | E-Center Návštěvnost: 8 599 |  |

| Report                                  |                                         |          |                     |                                                                |
| Tommy Salo                              | Tommy Salo                              | Brankáři | Dominik Hašek       | Rozhodčí: Stephen Walkom Čároví: Dan Schachte Antti Hämäläinen |
| K. Johnsson – 04:45 Mats Sundin – 25:14 | K. Johnsson – 04:45 Mats Sundin – 25:14 |          | 30:23 – Jiří Dopita | Rozhodčí: Stephen Walkom Čároví: Dan Schachte Antti Hämäläinen |
| 22                                      | 22                                      | Střely   | 38                  | Rozhodčí: Stephen Walkom Čároví: Dan Schachte Antti Hämäläinen |

| 17. únor 2002 | Kanada | 3:2 (0:0, 3:0, 0:2) | Německo | Peak Ice Arena Návštěvnost: 6 425 |  |

| Report                                                   |                                                          |          |                                           |                                                         |
|                                                          |                                                          | Brankáři |                                           | Rozhodčí: Bill McCreary Čároví: Tim Nowak Johan Norrman |
| Joe Sakic (23:35) Paul Kariya (33:51) Adam Foote (34:35) | Joe Sakic (23:35) Paul Kariya (33:51) Adam Foote (34:35) |          | Andreas Loth (47:42) Jochen Hecht (53:50) | Rozhodčí: Bill McCreary Čároví: Tim Nowak Johan Norrman |

| 18. únor 2002 | Česko | 3:3 (1:1, 1:1, 1:1) | Kanada | E-Center Návštěvnost: 8 599 |  |

| Report                                                          |                                                                 |          |                                                                   |                                                             |
| Dominik Hašek                                                   | Dominik Hašek                                                   | Brankáři | Martin Brodeur                                                    | Rozhodčí: Bill McCreary Čároví: Dan Schachte Sergej Kulakov |
| Martin Havlát (18:23) Martin Havlát (23:08) Jiří Dopita (53:17) | Martin Havlát (18:23) Martin Havlát (23:08) Jiří Dopita (53:17) |          | Mario Lemieux (9:11) Mario Lemieux (38:49) Joe Nieuwendyk (56:36) | Rozhodčí: Bill McCreary Čároví: Dan Schachte Sergej Kulakov |
| 23                                                              | 23                                                              | Střely   | 36                                                                | Rozhodčí: Bill McCreary Čároví: Dan Schachte Sergej Kulakov |

| 18. únor 2002 | Německo | 1:7 (0:3, 0:3, 1:1) | Švédsko | Peak Ice Arena Návštěvnost: 6 348 |  |

| Report                    |                           |          | |                                                          |
|                           |                           | Brankáři | | Rozhodčí: Rami Savolainen Čároví: Tim Nowak Rudolf Lauff |
| Dennis Seidenberg (58:01) | Dennis Seidenberg (58:01) |          | Markus Näslund (4:30) Mats Sundin (6:03) Mikael Renberg (9:23) Mathias Johansson (23:05) Daniel Alfredsson (27:58) Markus Näslund (34:49) Tomas Holmström (47:53) | Rozhodčí: Rami Savolainen Čároví: Tim Nowak Rudolf Lauff |

## Skupina D
|    | Tým       | Z | V | R | P | Skóre | B |
| -- | --------- | - | - | - | - | ----- | - |
| 1. | USA       | 3 | 2 | 1 | 0 | 16: 3 | 5 |
| 2. | Finsko    | 3 | 2 | 0 | 1 | 11: 8 | 4 |
| 3. | Rusko     | 3 | 1 | 1 | 1 | 9: 9  | 3 |
| 4. | Bělorusko | 3 | 0 | 0 | 3 | 6:22  | 0 |

Zápasy
| 15. únor 2002 | Rusko | 6:4 (3:1, 1:2, 2:1) | Bělorusko | E-Center Návštěvnost: 8 484 |  |

| Report | |          |                                                                                        |                                                          |
| | | Brankáři |                                                                                        | Rozhodčí: Stephen Walkom Čároví: Mike Cvik Johan Norrman |
| Sergej Samsonov (1:45) Alexej Žamnov (17:32) Ilja Kovalčuk (19:39) Alexej Jašin (25:16) Boris Mironov (42:21) Sergej Fjodorov (44:04) | Sergej Samsonov (1:45) Alexej Žamnov (17:32) Ilja Kovalčuk (19:39) Alexej Jašin (25:16) Boris Mironov (42:21) Sergej Fjodorov (44:04) |          | Aleh Antonenka (8:20) Aleh Chmyl (26:42) Alexej Kaljužnyj (34:01) Ruslan Salej (58:23) | Rozhodčí: Stephen Walkom Čároví: Mike Cvik Johan Norrman |

| 15. únor 2002 | Finsko | 0:6 (0:0, 0:3, 0:3) | USA | E-Center Návštěvnost: 8 597 |  |

| Report |  |          | |                                                        |
|        |  | Brankáři | | Rozhodčí: Bill McCreary Čároví: Derek Nansen Tim Nowak |
|        |  |          | Scott Young (29:45) John LeClair (36:16) Keith Tkachuk (37:45) John LeClair (46:49) John LeClair (51:23) Bill Guerin (54:14) | Rozhodčí: Bill McCreary Čároví: Derek Nansen Tim Nowak |

| 16. únor 2002 | Finsko | 8:1 (3:0, 3:0, 2:1) | Bělorusko | E-Center Návštěvnost: 8 599 |  |

| Report | |          |                       |                                                       |
| | | Brankáři |                       | Rozhodčí: Dennis LaRue Čároví: Mike Cvik Rudolf Lauff |
| Olli Jokinen (1:30) Teemu Selänne (14:53) Olli Jokinen (16:24) Teemu Selänne (24:55) Sami Kapanen (25:43) Tomi Kallio (29:26) Aki-Petteri Berg (49:21) Mikko Eloranta (54:39) | Olli Jokinen (1:30) Teemu Selänne (14:53) Olli Jokinen (16:24) Teemu Selänne (24:55) Sami Kapanen (25:43) Tomi Kallio (29:26) Aki-Petteri Berg (49:21) Mikko Eloranta (54:39) |          | Wassil Pankou (43:54) | Rozhodčí: Dennis LaRue Čároví: Mike Cvik Rudolf Lauff |

| 16. únor 2002 | USA | 2:2 (0:0, 1:1, 1:1) | Rusko | E-Center Návštěvnost: 8 599 |  |

| Report                                   |                                          |          |                                              |                                                        |
|                                          |                                          | Brankáři |                                              | Rozhodčí: Bill McCreary Čároví: Jean Morin Petr Blümel |
| Keith Tkachuk (26:19) Brett Hull (55:30) | Keith Tkachuk (26:19) Brett Hull (55:30) |          | Valerij Bure (37:08) Sergej Fjodorov (42:06) | Rozhodčí: Bill McCreary Čároví: Jean Morin Petr Blümel |

| 18. únor 2002 | Bělorusko | 1:8 (1:0, 0:3, 0:5) | USA | E-Center Návštěvnost: 8 599 |  |

| Report                 |                        |          | |                                                         |
|                        |                        | Brankáři | | Rozhodčí: Stephen Walkom Čároví: Mike Cvik Derek Nansen |
| Dsmitryj Pankou (0:20) | Dsmitryj Pankou (0:20) |          | Brett Hull (20:46) John LeClair (22:46) John LeClair (27:33) Scott Young (44:28) Adam Deadmarsh (50:45) Scott Young (52:34) Bill Guerin (53:32) Bill Guerin (56:26) | Rozhodčí: Stephen Walkom Čároví: Mike Cvik Derek Nansen |

| 18. únor 2002 | Rusko | 1:3 (1:0, 0:2, 0:1) | Finsko | Peak Ice Arena Návštěvnost: 6 360 |  |

| Report            |                   |          |                                                                    |                                                       |
|                   |                   | Brankáři |                                                                    | Rozhodčí: Dennis LaRue Čároví: Jean Morin Petr Blümel |
| Pavel Bure (7:49) | Pavel Bure (7:49) |          | Teemu Selänne (30:57) Mikko Eloranta (36:15) Jere Lehtinen (40:33) | Rozhodčí: Dennis LaRue Čároví: Jean Morin Petr Blümel |

## Zápasy o umístění

### O 9. místo
| 14. únor 2002 | Ukrajina | 2:9 (0:6, 2:3, 0:0) | Lotyšsko | E-Center Návštěvnost: 8 449 |  |

| Report |  |          |  |                                                                      |
|        |  | Brankáři |  | Rozhodčí: Rami Savolainen Čároví: James Donald Garofalo Rudolf Lauff |

### O 11. místo
| 14. únor 2002 | Švýcarsko | 4:1 (0:0, 2:0, 2:1) | Rakousko | E-Center Návštěvnost: 7 986 |  |

| Report |  |          |  |                                                                |
|        |  | Brankáři |  | Rozhodčí: Vladimír Mihálik Čároví: Rudolf Lauff Sergej Kulakov |

### O 13. místo
| 14. únor 2002 | Slovensko | 7:1 (1:0, 2:0, 4:1) | Francie | Peak Ice Arena Návštěvnost: 6 019 |  |

| Report |  |          |  |                                                                |
|        |  | Brankáři |  | Rozhodčí: Vladimír Mihálik Čároví: Petr Blümel Sergej Šeljanin |

## Play-off

### Pavouk
|  | Čtvrtfinále 1 |               |               |  |      |              |              |              |  |               |               |               |   |
|  | C1            | Švédsko       | 3             |  |      |              |              |              |  |               |               |               |   |
|  | D4            | Bělorusko     | 4             |  |      | Semifinále 1 | Semifinále 1 | Semifinále 1 |  |               |               |               |   |
|  |               |               |               |  |      | ČTF1         | Bělorusko    | 1            |  |               |               |               |   |
|  | Čtvrtfinále 2 | Čtvrtfinále 2 | Čtvrtfinále 2 |  | ČTF2 | Kanada       | 7            |              |  |               |               |               |   |
|  | D2            | Finsko        | 1             |  |      |              |              |              |  |               |               |               |   |
|  | C3            | Kanada        | 2             |  |      |              |              |              |  | Finále        | Finále        | Finále        |   |
|  |               |               |               |  |      |              |              |              |  |               | VSF1          | Kanada        | 5 |
|  | Čtvrtfinále 3 | Čtvrtfinále 3 | Čtvrtfinále 3 |  |      |              |              |              |  |               | VSF2          | USA           | 2 |
|  | D1            | USA           | 5             |  |      |              |              |              |  |               |               |               |   |
|  | C4            | Německo       | 0             |  |      | Semifinále 2 | Semifinále 2 | Semifinále 2 |  | Zápas o bronz | Zápas o bronz | Zápas o bronz |   |
|  |               |               |               |  |      | ČTF3         | USA          | 3            |  | PSF1          | Bělorusko     | 2             |   |
|  | Čtvrtfinále 4 | Čtvrtfinále 4 | Čtvrtfinále 4 |  | ČTF4 | Rusko        | 2            |              |  | PSF2          | Rusko         | 7             |   |
|  | C2            | Česko         | 0             |  |      |              |              |              |  |               |               |               |   |
|  | D3            | Rusko         | 1             |  |      |              |              |              |  |               |               |               |   |

### Čtvrtfinále
| 20. únor 2002 | Švédsko | 3:4 (1:2, 1:0, 1:2) | Bělorusko | E-Center Návštěvnost: 7 240 |  |

| Report                                                               |                                                                      |          |                                                                                            |                                                          |
| Tommy Salo                                                           | Tommy Salo                                                           | Brankáři | Andrèj Mezin                                                                               | Rozhodčí: Bill McCreary Čároví: Dan Schachte Petr Blümel |
| Nicklas Lidström (3:10) Michael Nylander (30:14) Mats Sundin (47:54) | Nicklas Lidström (3:10) Michael Nylander (30:14) Mats Sundin (47:54) | 1        | Aleh Ramanau (7:47) Dsmitryj Dudsik (9:33) Andrej Kawaljou (42:47) Uladsimir Kopaz (57:36) | Rozhodčí: Bill McCreary Čároví: Dan Schachte Petr Blümel |
| 47                                                                   | 47                                                                   | Střely   | 19                                                                                         | Rozhodčí: Bill McCreary Čároví: Dan Schachte Petr Blümel |

| 20. únor 2002 | Česko | 0:1 (0:0, 0:1, 0:0) | Rusko | Peak Ice Arena Návštěvnost: 5 219 |  |

| Report        |               |          |                          |                                                          |
| Dominik Hašek | Dominik Hašek | Brankáři | Nikolaj Chabibulin       | Rozhodčí: Stephen Walkom Čároví: Tim Nowak Johan Norrman |
|               |               |          | 24:48 - Maxim Afinogenov | Rozhodčí: Stephen Walkom Čároví: Tim Nowak Johan Norrman |
| 41            | 41            | Střely   | 27                       | Rozhodčí: Stephen Walkom Čároví: Tim Nowak Johan Norrman |

| 20. únor 2002 | USA | 5:0 (1:0, 4:0, 0:0) | Německo | E-Center Návštěvnost: 8 599 |  |

| Report                                                                                                   |  |          |  |                                                       |
| |  | Brankáři |  | Rozhodčí: Ulf Rådbjer Čároví: Jean Morin Derek Nansen |
| Jeremy Roenick (13:06) Chris Chelios (20:46) Tony Amonte (29:42) John LeClair (30:14) Brett Hull (31:47) |  |          |  | Rozhodčí: Ulf Rådbjer Čároví: Jean Morin Derek Nansen |

| 20. únor 2002 | Finsko | 1:2 (0:1, 1:1, 0:0) | Kanada | E-Center Návštěvnost: 8 599 |  |

| Report                |                       |          |                                         |                                                       |
|                       |                       | Brankáři |                                         | Rozhodčí: Dennis LaRue Čároví: Mike Cvik Rudolf Lauff |
| 36:09 – Niklas Hagman | 36:09 – Niklas Hagman |          | 03:00 – Joe Sakic 35:49 – Steve Yzerman | Rozhodčí: Dennis LaRue Čároví: Mike Cvik Rudolf Lauff |

### Semifinále
| 22. únor 2002 | Kanada | 7:1 (2:1, 2:0, 3:0) | Bělorusko | E-Center Návštěvnost: 8 599 |  |

| Report | |          |                      |                                                           |
| | | Brankáři |                      | Rozhodčí: Stephen Walkom Čároví: Sergej Kulakov Tim Nowak |
| 06:05 – Steve Yzerman 17:25 – Eric Brewer 22:05 – Scott Niedermayer 33:28 – Paul Kariya 45:21 – Simon Gagne 52:24 – Eric Lindros 56:15 – Jarome Iginla | 06:05 – Steve Yzerman 17:25 – Eric Brewer 22:05 – Scott Niedermayer 33:28 – Paul Kariya 45:21 – Simon Gagne 52:24 – Eric Lindros 56:15 – Jarome Iginla |          | 13:24 – Ruslan Salej | Rozhodčí: Stephen Walkom Čároví: Sergej Kulakov Tim Nowak |

| 22. únor 2002 | Rusko | 2:3 (0:1, 0:2, 2:0) | USA | E-Center Návštěvnost: 8 599 |  |

| Report                                            |                                                   |          |                                                              |                                                             |
|                                                   |                                                   | Brankáři |                                                              | Rozhodčí: Bill McCreary Čároví: Antti Hämäläinen Jean Morin |
| Alexej Kovaljov (40:11) Vladimir Malachov (43:21) | Alexej Kovaljov (40:11) Vladimir Malachov (43:21) |          | Bill Guerin (15:56) Scott Young (27:31) Phil Housley (37:39) | Rozhodčí: Bill McCreary Čároví: Antti Hämäläinen Jean Morin |

### O 3. místo
| 23. únor 2002 | Bělorusko | 2:7 (1:2, 1:2, 0:3) | Rusko | E-Center Návštěvnost: 8 599 |  |

| Report                                         |                                                |          | |                                                          |
|                                                |                                                | Brankáři | | Rozhodčí: Ulf Rådbjer Čároví: Johan Norrman Dan Schachte |
| Dsmitryj Pankou (9:21) Dsmitryj Dudsik (21:15) | Dsmitryj Pankou (9:21) Dsmitryj Dudsik (21:15) |          | Alexej Kovaljov (5:28) Darjus Kasparajtis (11:20) Oleg Tverdovskij (23:11) Pavel Dacjuk (23:34) Alexej Kovaljov (47:47) Pavel Bure (52:30) Maxim Afinogenov (59:11) | Rozhodčí: Ulf Rådbjer Čároví: Johan Norrman Dan Schachte |

### Finále
| 24. únor 2002 13:00 | USA | 2:5 (1:2, 1:1, 0:3) | Kanada | E-Center Návštěvnost: 8 599 |  |

| Report                                     |                                            |          | |                                                            |
| Mike Richter                               | Mike Richter                               | Brankáři | Martin Brodeur                                                                                      | Rozhodčí: Bill McCreary Čároví: Mike Cvik Antti Hämäläinen |
| 08:49 – Tony Amonte 35:30 – Brian Rafalski | 08:49 – Tony Amonte 35:30 – Brian Rafalski |          | 14:50 – Paul Kariya 18:33 – Jarome Iginla 38:19 – Joe Sakic 56:01 – Jarome Iginla 58:40 – Joe Sakic | Rozhodčí: Bill McCreary Čároví: Mike Cvik Antti Hämäläinen |

## Konečné umístění
|     | Tým          | Soupisky |
| --- | ------------ | -------- |
|     | Kanada (CAN) | Soupiska |
|     | USA (USA)    | Soupiska |
|     | Rusko (RUS)  | Soupiska |
| 4.  | Bělorusko    | Soupiska |
| 5.  | Švédsko      | Soupiska |
| 6.  | Finsko       | Soupiska |
| 7.  | Česko        | Soupiska |
| 8.  | Německo      | Soupiska |
| 9.  | Lotyšsko     | Soupiska |
| 10. | Ukrajina     | Soupiska |
| 11. | Švýcarsko    | Soupiska |
| 12. | Rakousko     | Soupiska |
| 13. | Slovensko    | Soupiska |
| 14. | Francie      | Soupiska |